# Mick Pyne
Michael John Pyne (Bridlington, 2 september 1940 – Wimbledon (Londen), 24 mei 1995) was een Britse jazzmuzikant (piano, trompet, saxofoon) en -arrangeur.

## Biografie
Pyne, wiens vader amateurpianist was, leerde vanaf 3-jarige leeftijd eerst piano en daarna viool. Als tiener speelde hij cornet. Daarna concentreerde hij zich op de piano en speelde hij samen met zijn broer Chris Pyne in lokale bands in East Yorkshire. In 1959 verhuisde hij naar Londen om zijn eerste ervaring als professioneel muzikant op te doen. In de daaropvolgende jaren speelde hij met Tony Kinsey en als solopianist in de Downbeat Club en ging hij een jaar naar Frankrijk, waar hij Amerikaanse solisten begeleidde met Ray Warleigh en ook als tenorsaxofonist optrad in Alexis Korner's Blues Incorporated. In 1964 speelde hij in het septet van John Stevens en begeleidde vervolgens Amerikaanse musici als Stan Getz (met wie hij ook speelde in Zweden en Denemarken), Hank Mobley, Joe Williams, Roland Kirk, Dexter Gordon en Lee Konitz. Vanaf 1966 maakte hij deel uit van de band van Tubby Hayes en werkte hij ook samen met Phil Seamen, voordat hij zijn eigen bands leidde van trio tot bigband. Vanaf 1970 werkte hij met het kwintet van Ronnie Scott en in verschillende ensembles van John Stevens (Spontaneous Music Ensemble, Amalgam), om van 1972 tot 1985 te spelen met Humphrey Lyttelton. Hij was ook lid van de bands van Georgie Fame en Charlie Watts. De afgelopen jaren speelde hij in de bands van Keith Smith en Elaine Delmar. Hij begeleidde ook de zangeres Adelaide Hall. Hij nam een aantal van zijn eigen albums op (waarop hij ook te horen is in een duet met zichzelf op de cornet) en was betrokken bij opnamen van Tubby Hayes, Humphrey Lyttelton Michael Gibbs, Charles Tolliver, Kathy Stobart, Philly Joe Jones en Jon Eardley.

## Overlijden
Mick Pyne overleed in mei 1995 op 54-jarige leeftijd.